# جارد كونوتون
جارد كونوتون هو منافس ألعاب قوى كندي، ولد في 20 يوليو 1985 في تشارلوت تاون في كندا.

## وصلات خارجية
- جارد كونوتون على موقع الاتحاد الدولي لألعاب القوى (الإنجليزية)
- جارد كونوتون على موقع الدوري الماسي (الإنجليزية)
- جارد كونوتون على موقع أوليمبيديا (الإنجليزية)
- جارد كونوتون على موقع اللجنة الأولمبية الكندية (الإنجليزية)
- جارد كونوتون على موقع اتحاد ألعاب الكومنولث (مؤرشف) (الإنجليزية)